# Dimensional Fund Advisors
Dimensional Fund Advisors (DFA ou Dimensional) est une société de gestion d'actifs américaine basée à Austin, Texas. Elle est, en 2020, la onzième plus grande société de gestion de fonds mutuels (OPCVM) aux États-Unis selon Morningstar.  

## Historique et activités
La société a été créée en 1981 par David G. Booth (en) et Rex Sinquefield (en), diplômés de l’université de Chicago,. 
Historiquement, elle propose des fonds d'investissement spécialisés, qui imitent des fonds indiciels, dans les petites entreprises cotées en bourse qu'elle considère moins chères que les autres (fonds « small caps value »),.  Conformément à une approche passive de l'investissement, DFA évacue toute sélection de valeurs individuelles active et toute forme de market timing. La philosophie de gestion de DFA se base sur la théorie des marchés financiers efficients (expression utilisée pour la première fois par le prix Nobel d'économie Eugene Fama),, d'une part et sur le modèle Fama-French à trois facteurs, d'autre part.  
Eugene Fama, Myron Scholes et Robert Merton, également prix Nobel d'Économie siègent au conseil d’administration de la société. Merton Miller, un autre prix Nobel d’Économie, y a également siégé[réf. nécessaire]. Eugène Fama et Kenneth French y sont également consultants. La société est détenue par ses employés, ses membres du conseil d’administration et un certain nombre d’investisseurs (Arnold Schwarzenegger est un de ses actionnaires minoritaires). 
En 2008, un des cofondateurs de la société, David G. Booth, effectue un don de 300 millions de dollars à l'école de commerce de l'université de Chicago, qui change son nom en « Booth School of Business »,. C'est la « plus importante donation privée jamais effectuée en faveur d'une école de management dans le monde ». 
En décembre 2020, les fonds de DFA détiennent plus de $ 601 milliards sous gestion (contre $ 120 milliards en 2008 et $ 35 milliards en 2002). Historiquement, ils sont directement fermés au grand public qui ne peut y accéder qu'en passant par le biais de conseillers financiers agréés moyennant le paiement de frais de conseils, mais ouverts aux investisseurs institutionnels. Toutefois, depuis 2021, afin de baisser les frais de gestion, certains fonds ont été convertis en ETF et sont accessibles directement au grand public.